# Phuket (província)
Phuket é uma província da Tailândia. Sua capital é a cidade homônima. A província consiste na ilha de Phuket, a maior ilha do país, e mais 32 ilhas menores. Situa-se na costa oeste da Tailândia no mar de Andamão.